# Jersey (Geòrgia)
Jersey és un town (vila o poble) del comtat de Walton, Geòrgia (Estats Units) amb una població de 146 habitants d'acord al cens del 2020. Segons l'Oficina del Cens dels Estats Units, el town té una superfície de 0.8 milles quadrades (2.1 km2), tot terra ferma. Avui dia el town es considera oficialment part del districte escolar del comtat de Walton. D'acord al cens del 2000 Jersey tenia 163 habitants, 61 habitatges, i 45 famílies. El 2020 la seva població era de 146 habitants.

## Història
Fins al voltant de 1904 aquesta comunitat era coneguda com a Centerville, ja que a la pràctica era equidistant dels towns circumdants de: Monroe, Social Circle, Covington i Loganville. Però, quan Centerville decidí obrir-hi una oficina de correus dels EUA pròpia, en lloc d'haver de viatjar a la seu del comtat per recollir correu, sorgí un contratemps. Les regulacions postals federals prohibien que dues localitats del mateix estat tinguessin el mateix nom. Això provocà un debat extens i candent a la comunitat que es prolongà al llarg de l'hivern. En aquella època aquesta zona era principalment agrícola i molt coneguda per la gran qualitat en la producció lletera. Només un parell de mesos abans d'aquest fet, Old Man HD Ambercrombie (un destacat home de negocis i un dels primers colons de la zona) acabava d'adquirir el seu recentment importat, i costós, bou de Jersey de l'illa de Jersey, per tal de millorar la qualitat del seu ramat i augmentar-ne la seva producció de llet. Després de molt debat, la ciutat sol·licità i se li concedí el canvi de nom a "Jersey". Així, pogueren fixar la seva pròpia adreça postal única i establir una oficina postal dels EUA pròpia.
L'Assemblea General de Geòrgia va incorporar Jersey com a town el 1905.